# Kościół Świętych Apostołów Piotra i Pawła w Kryniczynie
Kościół Świętych Apostołów Piotra i Pawła w Kryniczynie – katolicki kościół w Kryniczynie (Krinčinas) (Litwa, rejon poswolski).
Kościół ufundował Hieronim Szerkiewicz. Zbudowano w latach 1776-1782, w stylu barokowym.
Kościół w formie bazyliki na planie prostokąta ma trzy nawy i czworobocznie zamknięte prezbiterium. Trójkondygnacyjną fasadę ozdobiono pilastrami w małym porządku. Fasadę wieńczy wolutowy szczyt.
Po bokach fasady znajdują się dwie wieże o dwóch kondygnacjach. Wieże zbudowane na planie kwadratów ze ściętymi narożnikami. Fasady wież ozdobione są głębokimi niszami oraz wydatnymi gzymsami. Na wieżach barokowe hełmy
We wnętrzu znajduje się 5 ołtarzy. Cennym zabytkiem jest rzeźba z XVIII wieku, która przedstawia wskrzeszenie Piotrowina przez św. Stanisława.
Przy kościele znajduje się czworoboczna, murowana dzwonnica o trzech kondygnacjach.